# Saint-Lon-les-Mines
Saint-Lon-les-Mines è un comune francese di 1 234 abitanti situato nel dipartimento delle Landes nella regione della Nuova Aquitania.

## Società

### Evoluzione demografica
Abitanti censiti